# Rhypholophus libellus
Rhypholophus libellus är en tvåvingeart som först beskrevs av Alexander 1943.  Rhypholophus libellus ingår i släktet Rhypholophus och familjen småharkrankar. Inga underarter finns listade i Catalogue of Life.